# Woo Sung-yong
Woo Sung-yong (condado de Goseong, Gangwon, 18 de agosto de 1974) es un exfutbolista y entrenador de fútbol de Corea del Sur que jugaba en la posición de delantero.

## Carrera

### Club
| Periodo   | Club                               | Apariciones | Goles |
| --------- | ---------------------------------- | ----------- | ----- |
| 1996–2002 | Busan Daewoo Royals / Busan I'cons | 151         | 42    |
| 2003–2004 | Pohang Steelers                    | 66          | 25    |
| 2005–2006 | Seongnam Ilhwa Chunma              | 46          | 18    |
| 2007–2008 | Ulsan Hyundai Horang-i             | 49          | 11    |
| 2009      | Incheon United                     | 14          | 0     |

### Selección nacional
Jugó para Corea del Sur en 13 ocasiones de 1995 a 2007 y anotó cuatro goles; participó en la Copa Asiática 2007.

## Logros
- K League 1 (2): 2001, 2006
- Copa de la Liga de Corea (3): 1997, 1997s 1998s